# Juan Crisóstomo de Arriaga

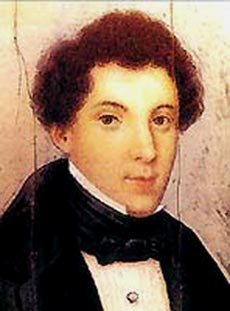
Juan Crisóstomo de Arriaga.

Juan Crisóstomo Jacobo Antonio de Arriaga y Balzola, född den 27 januari 1806 i Rigoitia, Bilbao, död den 17 januari 1826 i Paris, var en spansk (baskisk) violinist och kompositör.
Arriaga härstammade från en förmögen musikalisk familj och bevisade sig såväl i egenskap av fiolspelare som i egenskap av tonsättare som en brådmogen talang och fick på grund av detta smeknamnet den spanske Mozart. Redan före sitt 15:e levnadsår komponerade han operan Los Esclavos felices, som uppfördes i hans hemstad. 
År 1821 började han vid Pariskonservatoriet, där han fick fortsatt violinundervisning av Pierre Baillot, liksom  utbildning i harmonilära och kontrapunkt av François-Joseph Fétis. På grund av sin förvånansvärda begåvning blev Arriaga redan 1824 assistent till Fétis i dennes kompositionsklass.
Arriaga dog kort före sin tjugoårsdag i tuberkulos, föll därefter snart i glömska och återupptäcktes först under den uppblomstrande spanska nationalismen mot slutet av 1800-talet. 
Som  hans mest betydande verk räknas de tre stråkkvartetterna. Utkomna 1824 i Paris - Arriaga var endast 17 - är de enda verk, som trycktes redan under han livstid. De befinner sig stilistiskt mellan Haydn och Mozart, men man anar samtidigt klanger från den unge Beethoven. 
Därigenom hittade Arriaga fram till ett eget tonspråk, som man i kombination med en stränghet i formen (användning av kontrapunkt) kan karakterisera som elegant, lätt och melodiöst. Musikaliskt påfallande är, också beträffande tonaliteten, likheten med Franz Schuberts verk (dur-moll-växling i samma tonart); om Arriaga kände till Schubert vet man inte. 
Därjämte komponerade han Erminia, scène lyrique-dramatique (efter Tasso, 1821–26), en symfoni i D-dur (1821–26) liksom olika kammarmusikaliska verk och kyrkomusik (ett Stabat mater, 1821–26).